# Symplocaceae
Symplocaceae is een botanische naam, voor een familie van tweezaadlobbige planten. Een familie onder deze naam wordt universeel erkend door systemen voor plantentaxonomie, en zo ook door het APG-systeem (1998) en het APG II-systeem (2003).
De familie wordt vrijwel altijd omschreven als slechts één genus bevattend, Symplocos, van enkele honderden soorten, heesters en bomen die voorkomen in de tropen en subtropen.
In het Cronquist-systeem (1981) is de plaatsing van de familie in een orde Ebenales.